# Marie-Christine Barrault
Marie-Christine Barrault (París, 21 de marzo de 1944) es una actriz francesa, sobrina del actor Jean-Louis Barrault y de la actriz Madeleine Renaud.

## Vida artística
Debuta en la televisión francesa en 1967 con L'Oeuvre y en la serie Que ferait donc Faber?. Su primera intervención para la gran pantalla fue en el año 1969 en la película Ma nuit chez Maud.
En 1975 protagonizó la película Cousin, cousin que le valió la nominación al premio Oscar a la mejor actriz. También ha intervenido en la película de Woody Allen Recuerdos (Stardust memories) (1980) y en Bonsoir (1994). En 1988 intervino en la producción catalana Daniya, jardín del haren, y en 1991 en la miniserie franco-española La hija de los lobos.
Estuvo casada con el director Roger Vadim desde 1990 hasta la muerte de Vadim en 2000. El matrimonio no tuvo hijos.

## Premios y nominaciones
Óscar
| Año  | Categoría    | Película        | Resultado |
| ---- | ------------ | --------------- | --------- |
| 1977 | Mejor actriz | Cousin, cousine | Nominada  |